# 선텍 시티

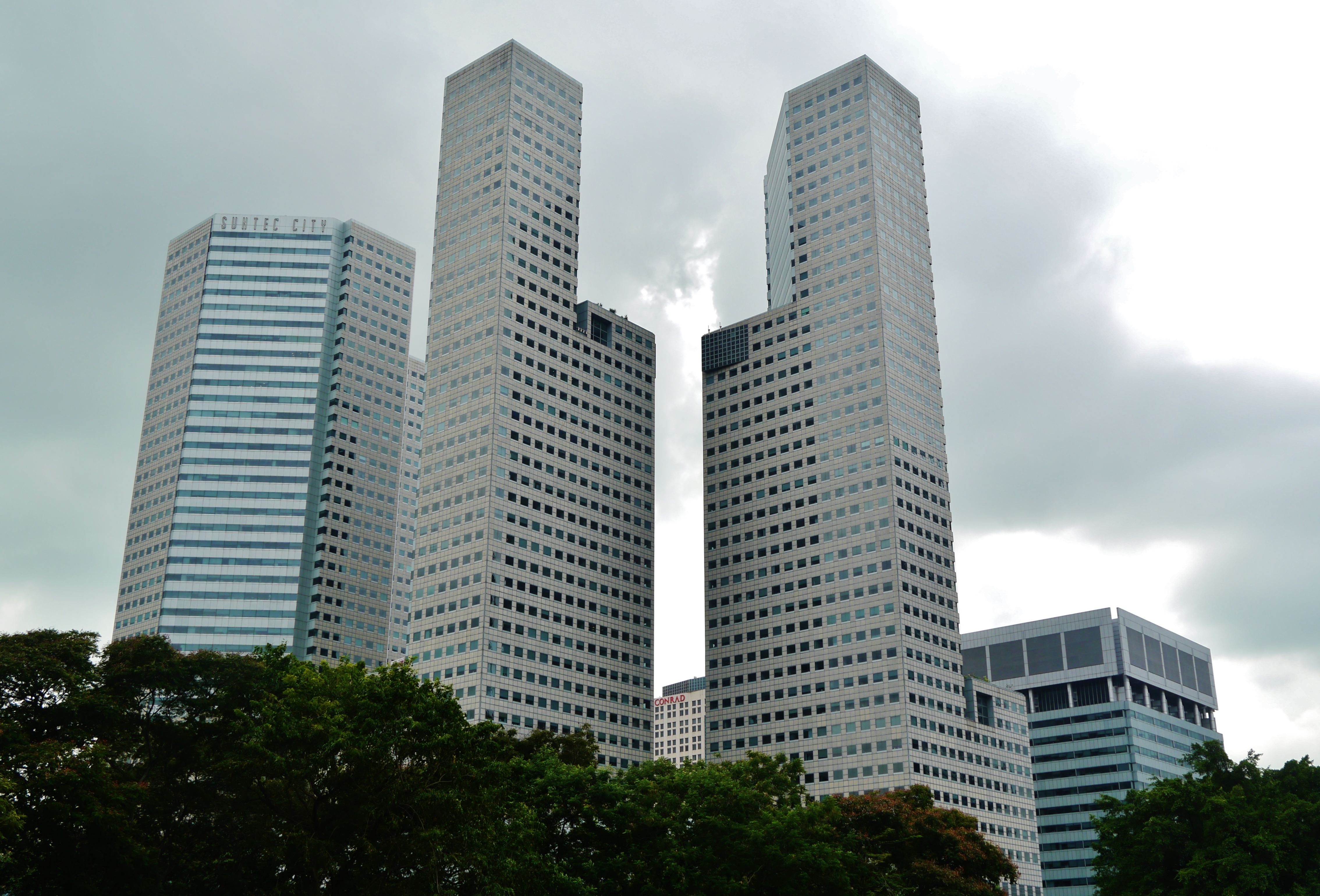
선텍 시티

선텍 시티(영어: Suntec City)는 싱가포르 다운타운코어 마리나센터의 복합 용도 개발 단지로 쇼핑몰, 사무실, 컨벤션 센터가 결합되어 있다. 건설은 1992년 1월 18일에 시작되어 1997년 7월 22일에 완료되었다. 건설은 Tsao & McKown Architects가 하였으며, 중국 풍수를 강조하여 설계되었다.